# Hyde Park (gmina w Vermont)
Hyde Park – gmina (town) w Stanach Zjednoczonych, w stanie Vermont, siedziba administracyjna hrabstwa Lamoille. W jej granicach znajduje się wieś Hyde Park.